# Олинцы
 Олинцы — деревня в Кировской области. Входит в состав муниципального образования «Город Киров»

## География
Расположена на расстоянии примерно 14 км по прямой на юг-юго-запад от железнодорожного вокзала станции Киров.

## История
Известна с 1678 года как Починок Жданухинской с 5 дворами, в 1764 (деревня Жданухинская) 43 жителя, в 1802 9 дворов. В 1873 здесь (Жданухинская или Олинцы) было дворов 11 и жителей 114, в 1905 (починок Марковы или Жданухинской, Олинцы) 4 и 19, в 1926 (Олинцы 1-е или Ширшики) 5 и 26, в 1950 (Олинцы) 9 и 46, в 1989 5 жителей. Административно подчиняется Ленинскому району города Киров.

## Население
Постоянное население составляло 1 человек (русские 100%) в 2002 году, 1 в 2010.